# Mark Philippoussis
Mark Philippoussis, właśc. Mark Anthony Philippoussis (ur. 7 listopada 1976 w Melbourne) – australijski tenisista pochodzenia greckiego, zdobywca Pucharu Davisa w 2003 i 2006, olimpijczyk.

## Kariera tenisowa
Philippoussis był jednym z najpotężniej serwujących zawodników na świecie. Do niego należy australijski rekord zagranych asów w meczu (zaserwował 46 asów w meczu 1/8 finału z Andre Agassim na Wimbledonie w 2003 roku). Z racji umiejętności serwisowych Philippoussis, dawniej także rekordzista świata w szybkości serwisu (jego wynik poprawiali Greg Rusedski i Andy Roddick), nosił na kortach przydomek Scud.
W gronie tenisistów zawodowych występował w latach 1994–2006, choć grywał w profesjonalnych turniejach w kolejnych latach. Zanim rozpoczął profesjonalną karierę był czołowym juniorem świata, kończąc rok 1994 na 3. miejscu w rankingu gry pojedynczej oraz z dwoma juniorskimi tytułami wielkoszlemowymi w deblu (Wimbledon i Australian Open w parze z Benem Ellwoodem). Już jako zawodowiec w przeciągu kariery awansował do 22 finałów zawodów rangi ATP World Tour, w których triumfował w 11 razy. Osiągnął w karierze dwa finały wielkoszlemowe; w finale US Open 1998 uległ Patrickowi Rafterowi w czterech setach, a w finale Wimbledonu 2003 przegrał z Rogerem Federerem w trzech setach.
W grze podwójnej Australijczyk osiągnął 6 finałów rangi ATP World Tour, z których w 3 zwyciężył.
W rankingu gry pojedynczej Philippoussis najwyżej był na 8. miejscu (19 kwietnia 1999), a w klasyfikacji gry podwójnej na 18. pozycji (11 sierpnia 1997).
W latach 1995–2006 reprezentował Australię w Pucharze Davisa, dwukrotnie zdobywając z zespołem trofeum w edycjach 1999 i 2003. W 1999 Australijczycy pokonali 3:2 w finale Francję, która była gospodarzem finału rozgrywanego w Nicei na kortach ziemnych w hali. Philippoussis wygrał otwierający rywalizację mecz z Sébastienem Grosjeanem i decydujący o mistrzostwie z Cédricem Pioline. Podczas edycji Pucharu Davisa 2003 Australia zwyciężyła w finale 3:1 z Hiszpanią, w Melbourne na podłożu trawiastym. Philippoussis najpierw poniósł porażkę z Carlosem Moyą, a następnie triumfował w pięciosetowej grze z Juanem Carlosem Ferrerem zdobywając decydujący punkt w finale.
Z powodzeniem startował w Pucharze Hopmana; razem z Jeleną Dokić (wówczas także reprezentującą Australię) zdobył pierwszy dla Australii Puchar Hopmana w 1999 roku.
Philippoussis 3 razy startował w turniejach singlowym igrzysk olimpijskich, w Atlancie (1996), Sydney (2000) i Atenach (2004). Najdalej dochodził do 3 rundy w Atlancie i Sydney, a z rywalizacji w Atenach odpadł w 1 rundzie.
Przez krótki czas współpracował z nim jako trener dawny australijski mistrz Wimbledonu, Pat Cash.

### Finały w turniejach ATP World Tour
| Legenda                                      |
| -------------------------------------------- |
| Wielki Szlem                                 |
| Igrzyska olimpijskie                         |
| Tennis Masters Cup / ATP Finals              |
| ATP Masters Series / ATP Tour Masters 1000   |
| ATP International Series Gold / ATP Tour 500 |
| ATP International Series / ATP Tour 250      |

#### Gra pojedyncza (11–11)
| Końcowy wynik | Nr  | Data                 | Turniej            | Nawierzchnia    | Przeciwnik         | Wynik finału                  |
| ------------- | --- | -------------------- | ------------------ | --------------- | ------------------ | ----------------------------- |
| Finalista     | 1.  | 5 marca 1995         | Scottsdale         | Twarda          | Jim Courier        | 6:7(2), 4:6                   |
| Finalista     | 2.  | 8 października 1995  | Kuala Lumpur       | Dywanowa (hala) | Marcelo Ríos       | 6:7(6), 2:6                   |
| Finalista     | 3.  | 15 października 1995 | Tokio              | Dywanowa (hala) | Michael Chang      | 3:6, 4:6                      |
| Zwycięzca     | 1.  | 20 października 1996 | Tuluza             | Twarda (hala)   | Magnus Larsson     | 6:1, 5:7, 6:4                 |
| Zwycięzca     | 2.  | 9 marca 1997         | Scottsdale         | Twarda          | Richey Reneberg    | 6:4, 7:6(4)                   |
| Zwycięzca     | 3.  | 4 maja 1997          | Monachium          | Ceglana         | Àlex Corretja      | 7:6(3), 1:6, 6:4              |
| Zwycięzca     | 4.  | 15 czerwca 1997      | Londyn             | Trawiasta       | Goran Ivanišević   | 7:5, 6:3                      |
| Finalista     | 4.  | 28 września 1997     | Tuluza             | Twarda (hala)   | Nicolas Kiefer     | 5:7, 7:5, 4:6                 |
| Finalista     | 5.  | 5 października 1997  | Bazylea            | Dywanowa (hala) | Greg Rusedski      | 3:6, 6:7(6), 6:7(3)           |
| Zwycięzca     | 5.  | 22 lutego 1998       | Memphis            | Twarda (hala)   | Michael Chang      | 6:3, 6:2                      |
| Finalista     | 6.  | 13 września 1998     | US Open, Nowy Jork | Twarda          | Patrick Rafter     | 3:6, 6:3, 2:6, 0:6            |
| Zwycięzca     | 6.  | 14 lutego 1999       | San José           | Twarda (hala)   | Cecil Mamiit       | 6:3, 6:2                      |
| Zwycięzca     | 7.  | 7 marca 1999         | Indian Wells       | Twarda          | Carlos Moyá        | 5:7, 6:4, 6:4, 4:6, 6:2       |
| Zwycięzca     | 8.  | 13 lutego 2000       | San José           | Twarda (hala)   | Mikael Tillström   | 7:5, 4:6, 6:3                 |
| Finalista     | 7.  | 8 października 2000  | Hongkong           | Twarda          | Nicolas Kiefer     | 6:7(4), 6:2, 2:6              |
| Finalista     | 8.  | 19 listopada 2000    | Paryż              | Dywanowa (hala) | Marat Safin        | 6:3, 6:7(7), 4:6, 6:3, 6:7(8) |
| Zwycięzca     | 9.  | 25 lutego 2001       | Memphis            | Twarda (hala)   | Davide Sanguinetti | 6:3, 6:7(7), 6:3              |
| Finalista     | 9.  | 6 stycznia 2002      | Adelaide           | Twarda          | Tim Henman         | 4:6, 7:6(6), 3:6              |
| Finalista     | 10. | 9 marca 2003         | Scottsdale         | Twarda          | Lleyton Hewitt     | 4:6, 4:6                      |
| Finalista     | 11. | 6 lipca 2003         | Wimbledon, Londyn  | Trawiasta       | Roger Federer      | 6:7(5), 2:6, 6:7(3)           |
| Zwycięzca     | 10. | 28 września 2003     | Szanghaj           | Twarda          | Jiří Novák         | 6:2, 6:1                      |
| Zwycięzca     | 11. | 16 lipca 2006        | Newport            | Trawiasta       | Justin Gimelstob   | 6:3, 7:5                      |

#### Gra podwójna (3–3)
| Końcowy wynik | Nr | Data                | Turniej      | Nawierzchnia    | Partner         | Przeciwnicy                     | Wynik finału        |
| ------------- | -- | ------------------- | ------------ | --------------- | --------------- | ------------------------------- | ------------------- |
| Zwycięzca     | 1. | 23 kwietnia 1995    | Hongkong     | Twarda          | Tommy Ho        | John Fitzgerald Anders Järryd   | 6:1, 6:7, 7:6       |
| Zwycięzca     | 2. | 8 października 1995 | Kuala Lumpur | Dywanowa (hala) | Patrick McEnroe | Grant Connell Patrick Galbraith | 7:5, 6:4            |
| Finalista     | 5. | 16 marca 1997       | Indian Wells | Twarda          | Patrick Rafter  | Mark Knowles Daniel Nestor      | 6:7, 6:4, 5:7       |
| Zwycięzca     | 3. | 15 czerwca 1997     | Londyn       | Trawiasta       | Patrick Rafter  | Sandon Stolle Cyril Suk         | 6:2, 4:6, 7:5       |
| Finalista     | 2. | 10 sierpnia 1997    | Cincinnati   | Twarda          | Patrick Rafter  | Todd Woodbridge Mark Woodforde  | 6:7, 6:4, 4:6       |
| Finalista     | 3. | 9 marca 2003        | Scottsdale   | Twarda          | Lleyton Hewitt  | James Blake Mark Merklein       | 4:6, 7:6(2), 6:7(5) |

### Starty wielkoszlemowe (gra pojedyncza)
| Turniej          | 1994  | 1995  | 1996  | 1997  | 1998  | 1999  | 2000  | 2001 | 2002  | 2003  | 2004  | 2005  | 2006  | Wygrane turnieje | Bilans w turnieju |
| ---------------- | ----- | ----- | ----- | ----- | ----- | ----- | ----- | ---- | ----- | ----- | ----- | ----- | ----- | ---------------- | ----------------- |
| Australian Open  | 1R    | 1R    | 4R    | –     | 2R    | 4R    | 4R    | –    | 2R    | 3R    | 4R    | –     | 1R    | 0 / 10           | 16–10             |
| French Open      | –     | –     | 2R    | 4R    | 2R    | 1R    | 4R    | –    | 2R    | 2R    | 1R    | –     | –     | 0 / 8            | 10–8              |
| Wimbledon        | –     | –     | 2R    | 1R    | QF    | QF    | QF    | –    | 4R    | F     | 4R    | 2R    | 2R    | 0 / 10           | 27–10             |
| US Open          | –     | 3R    | 4R    | 3R    | F     | –     | 2R    | –    | 1R    | 3R    | 1R    | 1R    | 1R    | 0 / 10           | 16–10             |
| Wygrane turnieje | 0 / 1 | 0 / 2 | 0 / 4 | 0 / 3 | 0 / 4 | 0 / 3 | 0 / 4 | –    | 0 / 4 | 0 / 4 | 0 / 4 | 0 / 2 | 0 / 3 | 0 / 38           | N/A               |
| Bilans spotkań   | 0–1   | 2–2   | 8–4   | 5–3   | 12–4  | 7–3   | 11–4  | –    | 5–4   | 11–4  | 6–4   | 1–2   | 1–3   | N/A              | 69–38             |